# Henri Bergerioux
Henri Bergerioux, né le 29 octobre 1907 dans le 15e arrondissement de Paris et mort le 10 janvier 2002 à Figanières,, est un coureur cycliste français. Il évolue au niveau professionnel entre 1931 et 1946.
Son père Auguste a participé au Tour de France 1912.

## Biographie
C’est au lycée, que Bergerioux débute dans le sport. Il joue au football et pratique la course à pied et se classe en 1920 parmi les mille premiers du cross de L'Intran, sur 2 500 partants. Ses études terminées, Bergerioux entre en apprentissage. En 1922, à 14 ans, Bergerioux participe à sa première course, une épreuve de côte organisée à l’occasion de la fête vincennoise. Classé second, il est battu d’un pneu par Vallée, le futur stayer. Il s'inscrit  au Club vélocipédique dionysien, et débute dans les interclubs. Au bout de deux ans, son palmarès accuse quelques jolies places d’honneur. A la fin de la saison 1925, Bergerioux accomplit en effet une première et belle performance dans le challenge Biguelle, épreuve officielle de l'U. V. F., revanche du championnat de France des Sociétés. Bergerioux prend le relais contre Blanchonnet, du Vélo Club de Levallois, alors champion olympique, il ne se laisse pas décoller et termine en tête, accomplissant le meilleur temps de la journée. sur le circuit des Grès, à Saint-Germain-en-Laye. L’année suivante, en 1926, il gagne sept interclubs, à la suite de quoi il monte en deuxième catégorie.
En Allemagne, pendant ses dix-huit mois de service militaire, à Coblence, il est autorisé à poursuivre son entraînement. Il dispute le  championnat de France militaire, où il termine troisième au sprint. A son retour en 1929, il gagne les trois heures de Saint-Denis, puis nombre d’individuelles et de courses de primes. En fin de saison, Bergerioux gagne le Grand Prix de Charenton, devant Amédée Fournier, et son club enlève le championnat de France des Sociétés, où il accomplit le meilleur temps individuel. En 1930, il gagne le championnat de France de cyclisme sur route.  
En 1931, il passe professionnel chez Génial-Lucifer. Il finit second dans le Tour du Vaucluse (280 kilomètres), gagne Paris-Hénin Liétard (230 kilomètres) et se classe 7e au sprint du GP Wolber. Au critérium du « Lyon républicain », il tombe, en fin d’itinéraire, se casse la clavicule, alors qu’il était certain de gagner, les as belges et français le suivant à 7 minutes et pour finir la saison, une victoire dans la quatrième étape du Circuit de l'Ouest. En 1932, Francis Pélissier, le fait venir s'entraîner chez lui. Il se classe 10e dans le critérium national, après une crevaison et un bris de roue, En 1933. Bergerioux se marie et devient soudeur électrique.  Il abandonne la compétition en 1934.
Au mois de mai 1935, il se rend à Arcachon où il reprend les courses. il remporte de petites victoires à Cérons, à Gabarret à La Roche-Chalais. En 1936, il est troisième dans Bordeaux-Dax et au Circuit de la Chalosse, il fait second dans Bordeaux-Périgueux et au Prix de Bayonne, puis triomphe à Brocas-les-Forges, à Mont-de-Marsan, à Labrit, au Circuit de la Vienne, devant Blanchet et Deguai, au Tour de Corrèze, devant Dumont, de Confolens, et Hans Wrzeciono; au Grand Prix du « Courrier du Centre », devant Armet, de Périgueux, et Prior, de Carcassonne. En octobre 1936, Bergerioux se fixe à Bordeaux, où il prend les couleurs du Monrepos-Vélo-Club et celles de Terrot. Dès le début de la saison hivernale Bergerioux, participe à quatre épreuves de cross cyclopédestre, se classant second à Blaye et à Capeyron, premier à Gradignan et à Arcachon.

## Palmarès
| - 1925 - 2e du championnat de France des sociétés - 1926 - 2e du championnat de France des sociétés - 1928 - 3e du championnat de France militaires sur route - 1929 - Champion de France des sociétés - 1930 - Champion de France sur route amateurs - Champion de France des sociétés - Paris-Rouen - 1931 - Paris-Hénin Liétard - 4e étape du Circuit de l'Ouest - 2e du Tour du Vaucluse - 1932 - Grand Prix de Thizy - Paris-Melun - 2e du championnat de France aspirants - 2e de Paris-Argentan - 3e de Paris-Fourmies - 3e du G.P de la Somme | - 1933 - 2e du Circuit du Bourbonnais - 3e de Paris-Contres - 1936 - Circuit de la Vienne - Tour de Corrèze - 3e du Circuit de la Chalosse - 1937 - 2e du Circuit de la Vienne - 1938 - Tour de Corrèze - Circuit du Bourbonnais - 2e du Circuit du Bocage vendéen - 3e du Circuit de la Vienne - 1939 - 2e du Circuit de la Vienne - 1946 - 3e de Bergerac-Périgueux-Bergerac |  |